# Traité d'Axim
 Voir le traité sur Wikisource
Le traité d'Axim est conclu entre les Pays-Bas et les chefs d'Axim, dans la région occidentale de la Côte-de-l'Or (littoral ghanéen), et signé à Fort Santo Antonio le 17 février 1642. Il réglemente la juridiction des Pays-Bas et de la Compagnie néerlandaise des Indes occidentales dans la ville, et le régime politique d'Axim après que la Compagnie ait attaqué avec succès les Portugais qui avaient fondé le comptoir colonial. Au fil du temps, le traité est progressivement annulé et remplacé par de nouveaux accords. Il est resté la base de la juridiction néerlandaise, et des relations politiques entre Axim et les Néerlandais, jusqu'à ce que ces derniers vendent leurs colonies de la Côte de l'Or aux Britanniques en 1872.

## Contexte
L'État d'Axim, dans ce qui est aujourd'hui la région occidentale de la république du Ghana, constitue une puissance régionale sous la forme d'une cité-État avec deux chefs, chacun ayant son propre territoire et sa propre circonscription. Axim est aussi un poste de traite portugais depuis la fin du XVe siècle, fortifié par le fort Santo Antonio depuis le début du XVIe siècle,.
Après avoir conquis l'établissement principal portugais à Elmina en 1637, la Compagnie néerlandaise des Indes occidentales brise la résistance portugaise au sein des autres comptoirs de la côte. Le fort d'Axim est le principal bastion restant. Les Néerlandais capturent le fort en 1642, donnent le libre passage aux Portugais et à leurs alliés, et négocient un traité avec les dirigeants politiques d'Axim afin de formaliser la situation. Avec la conquête d'Axim, les Néerlandais deviennent la principale puissance de la région.
L'accord avec les deux chefs suprêmes d'Axim est conclu le 17 février 1642, immédiatement après la conquête du fort. Il comporte plusieurs éléments distinctifs, traitant de questions très diverses. En premier lieu, le changement d'allégeance des Portugais aux Néerlandais est abordé par une déclaration d'inimitié envers les ennemis des Néerlandais. En termes de juridiction, les Néerlandais exigent le contrôle des affaires étrangères de l'État, vraisemblablement uniquement par rapport aux autres puissances européennes, bien qu'il puisse être interprété comme incluant toutes les nations étrangères.
En termes diplomatiques, seule une partie de l'accord peut être considérée comme un véritable traité. Au fil des ans, la réglementation intérieure est renouvelée à plusieurs reprises par le biais de contrats négociés. De plus, leur caractère n'est pas vraiment diplomatique. A cet égard, le traité d'Axim diffère considérablement du traité de Butre, rédigé 14 ans plus tard, et qui restera en vigueur durant 213 ans. Bien que l'accord soit considérablement remanié au fil des ans, le cadre légal du traité d'Axim perdurera jusqu'au 6 avril 1872.

## Contenu

### Titre
Le traité est intitulé "Accord entre le général Jacob Ruijchaver et les caboceros d'Axim, scellé le 17 février 1642." Ruijchaver est le directeur général sortant de la Côte-de-l'Or néerlandaise, l'officier supérieur de la Compagnie néerlandaise des Indes occidentales en Afrique et le représentant des États généraux, le pouvoir souverain de la république des Pays-Bas unis. Le "caboceros d'Axim" où se trouvent les deux chefs suprêmes d'Axim, en charge respectivement du Haut et du Bas Axim,.

### Lieu et date
Le traité est signé par les délégués d'Axim et des Pays-Bas au fort St. Anthony à Axim le 17 février 1642 et a pris effet immédiatement.

### Partenaires contractuels
Les parties contractantes du côté néerlandais sont : la Compagnie néerlandaise des Indes occidentales, pour elle-même, et par l'intermédiaire de son directeur général représentant les États généraux, puissance souveraine du pays, pour la république des Pays-Bas unis. Le signataire est le général Jacob Ruijchaver, directeur général de la Côte-de-l'Or hollandaise.
Les partenaires contractuels du côté d'Axim sont les "caboceers" (chefs) d'Axim, vraisemblablement représentés par les deux chefs suprêmes de l'État, également signataires du traité, Atty Ansi et Peter Agoey .

### Conditions
Le traité ou l'accord traitait des questions d'allégeance et de sécurité, ainsi que des affaires intérieures dans dix articles.
1. Les chefs d'Axim déclarent avec les Hollandais que le roi d'Espagne et ses alliés seront pour toujours un ennemi. Ils déclarent en outre reconnaître comme autorités légitimes les Etats Généraux des Pays-Bas Unis, Son Altesse le Prince d'Orange, et la Compagnie Hollandaise des Indes Occidentales, dont ils déclarent être les fidèles serviteurs.
2. Les dirigeants d'Axim ne sont pas autorisés à correspondre ou à commercer avec une nation étrangère sans l'autorisation des autorités néerlandaises.
3. Les Néerlandais ont promis un passage sûr aux Portugais, aux Africains d'ascendance mixte euro-africaine, aux musulmans et aux esclaves qui faisaient partie de l'establishment portugais et à leurs personnes à charge, à condition qu'ils acceptent l'autorité néerlandaise.
4. Les affaires civiles et pénales devaient être traitées par les chefs d'Axim et le "marchand du fort" (c'est-à-dire le gouverneur néerlandais), qui agira en tant que président. Les amendes infligées reviennent aux chefs, comme c'est la pratique à Elmina.
5. En cas de guerre menée contre les parties contractantes par une partie extérieure, les parties contractantes devaient s'aider immédiatement sous peine de sanction.
6. L'accise sur le poisson est fixée au même niveau qu'à Elmina : 1 bon poisson sur 5 et la tête d'un gros poisson. L'évasion de paiement entraînerait une peine de bris ou de confiscation de la pirogue de pêche.
7. La propriété de toutes les maisons, jardins, complexes et du fort, anciennement propriété des Portugais, est transférée au gouvernement néerlandais pour être utilisée à n'importe quelle fin. Personne n'est autorisé à endommager la propriété.
8. Les chefs d'Axim sont payés une once d'or pour chaque navire nouvellement arrivé des Pays-Bas, apportant une cargaison pour la Côte-de-l'Or. Selon la valeur ou le volume des marchandises déchargées, cette somme sera augmentée ou diminuée.
9. Les Africains qui achètent des marchandises à Axim ont droit à un "tiret" (cadeau) conformément au système utilisé à Elmina.
10. Pour s'assurer que le traité est contraignant, les parties signeront le document et les chefs d'Axim remettront chacun un de leurs fils aux Hollandais.